# UFC Fight Night: Manuwa vs. Anderson
UFC Fight Night: Manuwa vs. Anderson（ユーエフシー・ファイトナイト：マヌワ・バーサス・アンダーソン、別名UFC Fight Night 107）は、アメリカ合衆国の総合格闘技団体「UFC」の大会の一つ。2017年3月18日、イングランド・ロンドンのO2アリーナで開催された。

## 大会概要
本大会ではジミ・マヌワとコーリー・アンダーソンによるライトヘビー級戦が組まれた。

## 試合結果

### プレリミナリーカード
第1試合 女子バンタム級 5分3R
○  リナ・ランズバーグ vs.  ルーシー・パディロヴァ ×
3R終了 判定3-0（29-28、29-28、29-28）
第2試合 ミドル級 5分3R
○  ブラッド・スコット vs.  スコット・アスカム ×
3R終了 判定2-1（28-29、29-28、29-28）
第3試合 ライト級 5分3R
○  マルク・ディアケイジー vs.  テーム・パッカラン ×
1R 0:30 KO（右ストレート）
第4試合 ウェルター級 5分3R
○  レオン・エドワーズ vs.  ビセンテ・ルケ ×
3R終了 判定3-0（29-28、29-28、29-28）
第5試合 ヘビー級 5分3R
○  ティモシー・ジョンソン vs.  ダニエル・オミランチェク ×
3R終了 判定2-1（28-29、30-27、29-28）
第6試合 ライトヘビー級 5分3R
○  フランシマール・バホーゾ vs.  ダレン・スチュワート ×
3R終了 判定3-0（29-28、29-28、29-28）
第7試合 ライト級 5分3R
○  ジョセフ・ダフィー vs.  レザ・マダディ ×
3R終了 判定3-0（30-27、30-27、30-27）

### メインカード
第8試合 フェザー級 5分3R
○  アーノルド・アレン vs.  マクワン・アミルカーニ ×
3R終了 判定2-1（28-29、30-27、30-27）
第9試合 140ポンド契約 5分3R
○  マルロン・ヴェラ vs.  ブラッド・ピケット ×
3R 3:50 TKO（左ハイキック→パウンド）
第10試合 ウェルター級 5分3R
○  グンナー・ネルソン vs.  アラン・ジョウバン ×
2R 0:46 ギロチンチョーク
第11試合 ライトヘビー級 5分5R
○  ジミ・マヌワ vs.  コーリー・アンダーソン ×
1R 3:05 KO（左フック）

### 各賞
ファイト・オブ・ザ・ナイト： 該当者なし
パフォーマンス・オブ・ザ・ナイト： ジミ・マヌワ、グンナー・ネルソン、マルロン・ヴェラ、マルク・ディアケイジー
各選手にはボーナスとして5万ドルが授与された。

### カード変更
負傷などによるカードの変更は以下の通り。